# Trofeo de la Comunidad de Madrid de Fútbol Sala femenino
El Trofeo Comunidad de Madrid de Fútbol Sala femenino es una competición organizada por la Federación Madrileña de Fútbol Sala (FEMAFUSA) vigente desde el año 1999. El Atlético de Madrid Navalcarnero es el actual campeón del torneo.

## Campeones
| Temporada | Campeón                      | Subcampeón                   | Resultado     |
| 1999      | Futsi Atlético Féminas       |                              |               |
| 2000      | Futsi Atlético Féminas       |                              |               |
| 2001      | FSF Móstoles                 |                              |               |
| 2002      | Futsi Atlético Féminas       |                              |               |
| 2003      | Futsi Atlético Féminas       |                              |               |
| 2004      | Bitango Fuenlabrada          | Futsi Atlético Féminas       | 12-5          |
| 2005      | FSF Móstoles Cospusa         | Kettal Fuenlabrada           | 4-1           |
| 2006      | Tecnocasa Móstoles           | Soto del Real FSF            | 7-3           |
| 2007      | FSF Móstoles Cospusa         | Pinto FSF                    | 5-3           |
| 2009      | FSF Móstoles Cospusa         | Atlético Madrid Navalcarnero | 7-2           |
| 2010      | Atlético Madrid Navalcarnero | FSF Móstoles Cospusa         | 4-2           |
| 2013      | Atlético Madrid Navalcarnero | AD Alcorcón FSF              | 2-1           |
| 2014      | Atlético Madrid Navalcarnero | FSF Móstoles                 | 6-0           |
| 2015      | Atlético Madrid Navalcarnero | AD Alcorcón FSF              | 5-5(3-2p.)    |
| 2016      | Atlético Madrid Navalcarnero | AD Alcorcón FSF              | 4-2           |
| 2017      | Futsi Atlético Navalcarnero  | AD Alcorcón FSF              | 4-3           |
| 2018      | Futsi Atlético Navalcarnero  | CD Leganés FS                | 8-1           |
| 2019      | Futsi Atlético Navalcarnero  | AD Alcorcón FSF              | 6-2           |
| 2020      | no se disputó                | no se disputó                | no se disputó |
| 2021      | Futsi Atlético Navalcarnero  | AD Alcorcón FSF              | 12-0          |
| 2022      | Futsi Atlético Navalcarnero  | FSF Móstoles                 | 2-1           |
| 2023      | Futsi Atlético Navalcarnero  | AD Alcorcón FSF              | 4-2           |
| 2024      | Futsi Atlético Navalcarnero  | MRB Móstoles                 | 5-0           |

## Títulos por equipo
| Club                            | Título | Último título |
| ------------------------------- | ------ | ------------- |
| Atlético de Madrid Navalcarnero | 16     | 2024          |
| FSF Móstoles                    | 5      | 2009          |
| Bitango Fuenlabrada             | 1      | 2004          |